# De (chinois)
De (chinois traditionnel : 德 ; pinyin : dé ; Wade : te) est un terme ayant différentes significations selon les philosophies et les époques. Dans le taoïsme, il peut se traduire par vertu,moralité ou énergie. Le Tao est le créateur du Te.
En chinois daode (道德, dàodé, « voie de la vertu ») est la moralité.